# Kamran Mir Hazar
Kamran Mir Hazar (em dari/hazaragi: کامران میرهزار) (Hazara, 1976), é um poeta, jornalista e ativista dos direitos humanos afegão. Mir Hazar é o fundador e editor-chefe dos sites Kabul Press e do Refugee Face. Por sua dedicação e por seus textos críticos ganhou vários prêmios, incluindo o Hellman/Hammett Grant do Human Rights Watch , em 2008, e um Freedom Award da Afghanistan Civil Society Forum, em 2007 .

## Trabalho jornalístico
Kamran Mir Hazar dedicou mais de dez anos ao trabalho de jornalista e editor. Em 2004, lançou o Kabul Press, o site de notícias mais lido no Afeganistão . Em 2005, também iniciou as publicações do jornal Chai e Dagh. Em 2006, trabalhou como editor-chefe para a rádio nacional Killed e, um ano depois, para a rádio Salam Watandar, apoiada pela Internews .
Em 2011, criou o site Refugee Face . Como jornalista, também contribuiu em alguns jornais britânicos como o The Guardian . Um de seus primeiros livros, Censorship in Afghanistan ("Censura no Afeganistão"), foi publicado pela Norway's IP Planse-Books. Foi escrito em língua dari e é o primeiro livro que explora o fenômeno da eliminação sistemática da liberdade de expressão no Afeganistão .
Kamran Mir Hazar foi preso duas vezes e mal-tratado pos agentes de segurança no Afeganistão . O site Kabul Press foi censurado e proibido no Irã e no Afeganistão, onde era acessível somente através de ISPs (Internet Service Provider) de organizações não-governamentais   .

## Trabalho literário
Kamran Mir Hazar publicou duas antologias de poesia. A primeira intitulada Ketab e Mehr e a segunda intitulada Làhne tonde àsbi dàr ezlâye pàrvâneh shodàn . Também escreveu o livro Reading and writing ("Ler e escrever"), voltado para a crítica literária e a nova geração de escritores do Afeganistão. Além disso, participou de vários eventos literários internacionais como o "Festival de Poesia Internacional", em Roterdã , nos Países Baixos, e o "Festival Internacional de Poesia", de Medellín, na Colômbia. Kamran Mir Hazar também foi o fundador da Raha Pen .